# Eleições europeias de 2009 em Beja

## Resultados Oficiais
| Partido                 | Partido                        | Votos  | %               | +/-   |
| ----------------------- | ------------------------------ | ------ | --------------- | ----- |
|                         | Coligação Democrática Unitária | 3 947  | 32,62 / 100,00  | 3,65  |
|                         | Partido Socialista             | 2 938  | 24,28 / 100,00  | 19,88 |
|                         | Partido Social Democrata       | 1 889  | 15,61 / 100,00  | -     |
|                         | Bloco de Esquerda              | 1 526  | 12,61 / 100,00  | 8,23  |
|                         | Partido Popular                | 619    | 5,12 / 100,00   | -     |
|                         | PCTP/MRPP                      | 224    | 1,85 / 100,00   | 0,71  |
|                         | Outros                         | 334    | 2,86 / 100,00   |       |
| Votos Inválidos         | Votos Inválidos                | 624    | 5,16 / 100,00   | 2,22  |
| Total                   | Total                          | 12 101 | 100,00 / 100,00 |       |
| Eleitorado/Participação | Eleitorado/Participação        | 31 176 | 38,82 / 100,00  | 0,85  |
| Fonte                   | Fonte                          | [ 1 ]  | [ 1 ]           | [ 1 ] |

## Resultados por Freguesia
Os resultados seguintes referem-se aos partidos que obtiveram mais de 1,00% dos votos:
| Freguesia                   | %     | %     | %     | %     | %    | %    | Votantes |
| Freguesia                   | CDU   | PS    | PSD   | BE    | PP   | PCTP | Votantes |
| --------------------------- | ----- | ----- | ----- | ----- | ---- | ---- | -------- |
| Albernoa                    | 50,98 | 27,45 | 5,23  | 5,56  | 1,96 | 2,61 | 306      |
| Baleizão                    | 62,69 | 10,20 | 4,99  | 14,32 | 1,52 | 1,74 | 461      |
| Beja (Salvador)             | 26,24 | 23,71 | 17,98 | 16,53 | 5,01 | 1,34 | 1 936    |
| Beja (Santa Maria da Feira) | 30,11 | 20,14 | 16,28 | 15,77 | 5,39 | 2,14 | 983      |
| Beja (Santiago Maior)       | 35,85 | 21,75 | 12,83 | 14,15 | 4,76 | 1,74 | 2 354    |
| Beja (São João Baptista)    | 15,51 | 20,94 | 30,73 | 13,39 | 9,63 | 0,78 | 2 450    |
| Beringel                    | 34,03 | 27,52 | 13,03 | 8,19  | 8,19 | 2,10 | 476      |
| Cabeça Gorda                | 43,95 | 32,56 | 7,65  | 6,05  | 1,42 | 4,09 | 562      |
| Mombeja                     | 28,14 | 50,30 | 3,59  | 7,78  | 2,40 | 2,99 | 167      |
| Nossa Senhora das Neves     | 35,68 | 31,83 | 8,38  | 12,90 | 3,02 | 2,35 | 597      |
| Quintos                     | 43,33 | 37,33 | 6,00  | 6,00  | 2,00 | 4,00 | 150      |
| Salvada                     | 51,23 | 22,63 | 5,97  | 6,79  | 3,09 | 3,91 | 486      |
| Santa Clara de Louredo      | 49,16 | 23,60 | 5,62  | 10,96 | 0,84 | 1,40 | 356      |
| Santa Vitória               | 49,15 | 29,01 | 6,48  | 8,19  | 0,68 | 2,73 | 293      |
| São Brissos                 | 74,42 | 9,30  | 4,65  | 9,30  | 2,33 | 0    | 43       |
| São Matias                  | 26,92 | 44,23 | 13,94 | 5,77  | 0    | 1,44 | 208      |
| Trigaches                   | 26,83 | 46,34 | 6,71  | 4,27  | 7,32 | 3,66 | 164      |
| Trindade                    | 36,70 | 27,52 | 6,42  | 14,68 | 2,75 | 1,83 | 109      |
| Beja                        | 32,62 | 24,28 | 15,61 | 12,61 | 5,12 | 1,85 | 12 101   |

#### Albernoa
| Partido                 | Partido                        | Votos | %               | +/-   |
| ----------------------- | ------------------------------ | ----- | --------------- | ----- |
|                         | Coligação Democrática Unitária | 156   | 50,98 / 100,00  | 9,54  |
|                         | Partido Socialista             | 84    | 27,45 / 100,00  | 16,99 |
|                         | Bloco de Esquerda              | 17    | 5,56 / 100,00   | 3,76  |
|                         | Partido Social Democrata       | 16    | 5,23 / 100,00   | -     |
|                         | PCTP/MRPP                      | 8     | 2,61 / 100,00   | 3,70  |
|                         | Partido Popular                | 6     | 1,96 / 100,00   | -     |
|                         | Outros                         | 5     | 1,63 / 100,00   |       |
| Votos Inválidos         | Votos Inválidos                | 14    | 4,57 / 100,00   | 1,87  |
| Total                   | Total                          | 306   | 100,00 / 100,00 |       |
| Eleitorado/Participação | Eleitorado/Participação        | 739   | 41,41 / 100,00  | 2,18  |

#### Baleizão
| Partido                 | Partido                        | Votos | %               | +/-  |
| ----------------------- | ------------------------------ | ----- | --------------- | ---- |
|                         | Coligação Democrática Unitária | 289   | 62,69 / 100,00  | 1,47 |
|                         | Bloco de Esquerda              | 66    | 14,32 / 100,00  | 6,61 |
|                         | Partido Socialista             | 47    | 10,20 / 100,00  | 9,98 |
|                         | Partido Social Democrata       | 23    | 4,99 / 100,00   | -    |
|                         | PCTP/MRPP                      | 8     | 1,74 / 100,00   | 1,43 |
|                         | Partido Popular                | 7     | 1,52 / 100,00   | -    |
|                         | Outros                         | 9     | 1,95 / 100,00   |      |
| Votos Inválidos         | Votos Inválidos                | 12    | 2,60 / 100,00   | 1,34 |
| Total                   | Total                          | 461   | 100,00 / 100,00 |      |
| Eleitorado/Participação | Eleitorado/Participação        | 1 012 | 45,55 / 100,00  | 1,84 |

#### Beja (Salvador)
| Partido                 | Partido                        | Votos | %               | +/-   |
| ----------------------- | ------------------------------ | ----- | --------------- | ----- |
|                         | Coligação Democrática Unitária | 508   | 26,24 / 100,00  | 2,61  |
|                         | Partido Socialista             | 459   | 23,71 / 100,00  | 23,33 |
|                         | Partido Social Democrata       | 348   | 17,98 / 100,00  | -     |
|                         | Bloco de Esquerda              | 320   | 16,53 / 100,00  | 11,05 |
|                         | Partido Popular                | 97    | 5,01 / 100,00   | -     |
|                         | PCTP/MRPP                      | 26    | 1,34 / 100,00   | 0,14  |
|                         | Movimento Esperança Portugal   | 25    | 1,29 / 100,00   | Novo  |
|                         | Outros                         | 38    | 1,96 / 100,00   |       |
| Votos Inválidos         | Votos Inválidos                | 115   | 5,94 / 100,00   | 3,14  |
| Total                   | Total                          | 1 936 | 100,00 / 100,00 |       |
| Eleitorado/Participação | Eleitorado/Participação        | 5 221 | 37,08 / 100,00  | 1,64  |

#### Beja (Santa Maria da Feira)
| Partido                 | Partido                        | Votos | %               | +/-   |
| ----------------------- | ------------------------------ | ----- | --------------- | ----- |
|                         | Coligação Democrática Unitária | 296   | 30,11 / 100,00  | 2,48  |
|                         | Partido Socialista             | 198   | 20,14 / 100,00  | 21,79 |
|                         | Partido Social Democrata       | 160   | 16,28 / 100,00  | -     |
|                         | Bloco de Esquerda              | 155   | 15,77 / 100,00  | 10,24 |
|                         | Partido Popular                | 53    | 5,39 / 100,00   | -     |
|                         | PCTP/MRPP                      | 21    | 2,14 / 100,00   | 0,79  |
|                         | Movimento Esperança Portugal   | 14    | 1,42 / 100,00   | Novo  |
|                         | Outros                         | 23    | 2,34 / 100,00   |       |
| Votos Inválidos         | Votos Inválidos                | 63    | 6,41 / 100,00   | 4,13  |
| Total                   | Total                          | 983   | 100,00 / 100,00 |       |
| Eleitorado/Participação | Eleitorado/Participação        | 3 196 | 30,76 / 100,00  | 1,43  |

#### Beja (Santiago Maior)
| Partido                 | Partido                        | Votos | %               | +/-   |
| ----------------------- | ------------------------------ | ----- | --------------- | ----- |
|                         | Coligação Democrática Unitária | 844   | 35,85 / 100,00  | 2,92  |
|                         | Partido Socialista             | 512   | 21,75 / 100,00  | 22,03 |
|                         | Bloco de Esquerda              | 333   | 14,15 / 100,00  | 8,92  |
|                         | Partido Social Democrata       | 302   | 12,83 / 100,00  | -     |
|                         | Partido Popular                | 112   | 4,76 / 100,00   | -     |
|                         | PCTP/MRPP                      | 41    | 1,74 / 100,00   | 0,28  |
|                         | Movimento Esperança Portugal   | 25    | 1,06 / 100,00   | Novo  |
|                         | Outros                         | 49    | 2,09 / 100,00   |       |
| Votos Inválidos         | Votos Inválidos                | 136   | 5,78 / 100,00   | 2,45  |
| Total                   | Total                          | 2 354 | 100,00 / 100,00 |       |
| Eleitorado/Participação | Eleitorado/Participação        | 6 504 | 36,19 / 100,00  | 2,12  |

#### Beja (São João Baptista)
| Partido                 | Partido                        | Votos | %               | +/-   |
| ----------------------- | ------------------------------ | ----- | --------------- | ----- |
|                         | Partido Social Democrata       | 753   | 30,73 / 100,00  | -     |
|                         | Partido Socialista             | 513   | 20,94 / 100,00  | 20,78 |
|                         | Coligação Democrática Unitária | 380   | 15,51 / 100,00  | 2,06  |
|                         | Bloco de Esquerda              | 328   | 13,59 / 100,00  | 7,34  |
|                         | Partido Popular                | 236   | 9,63 / 100,00   | -     |
|                         | Movimento Esperança Portugal   | 30    | 1,22 / 100,00   | Novo  |
|                         | Outros                         | 68    | 2,78 / 100,00   |       |
| Votos Inválidos         | Votos Inválidos                | 142   | 5,80 / 100,00   | 1,34  |
| Total                   | Total                          | 2 450 | 100,00 / 100,00 |       |
| Eleitorado/Participação | Eleitorado/Participação        | 5 550 | 44,14 / 100,00  | 2,85  |

#### Beringel
| Partido                 | Partido                        | Votos | %               | +/-   |
| ----------------------- | ------------------------------ | ----- | --------------- | ----- |
|                         | Coligação Democrática Unitária | 162   | 34,03 / 100,00  | 8,42  |
|                         | Partido Socialista             | 131   | 27,52 / 100,00  | 23,51 |
|                         | Partido Social Democrata       | 62    | 13,03 / 100,00  | -     |
|                         | Bloco de Esquerda              | 39    | 8,19 / 100,00   | 6,88  |
|                         | Partido Popular                | 39    | 8,19 / 100,00   | -     |
|                         | PCTP/MRPP                      | 10    | 2,10 / 100,00   | 0,70  |
|                         | Outros                         | 5     | 1,05 / 100,00   |       |
| Votos Inválidos         | Votos Inválidos                | 28    | 5,88 / 100,00   | 3,45  |
| Total                   | Total                          | 476   | 100,00 / 100,00 |       |
| Eleitorado/Participação | Eleitorado/Participação        | 1 421 | 33,50 / 100,00  | 5,44  |

#### Cabeça Gorda
| Partido                 | Partido                        | Votos | %               | +/-   |
| ----------------------- | ------------------------------ | ----- | --------------- | ----- |
|                         | Coligação Democrática Unitária | 247   | 43,95 / 100,00  | 10,25 |
|                         | Partido Socialista             | 183   | 32,56 / 100,00  | 17,44 |
|                         | Partido Social Democrata       | 43    | 7,65 / 100,00   | -     |
|                         | Bloco de Esquerda              | 34    | 6,05 / 100,00   | 5,31  |
|                         | PCTP/MRPP                      | 23    | 4,09 / 100,00   | 0,20  |
|                         | Partido Popular                | 8     | 1,42 / 100,00   | -     |
|                         | Outros                         | 12    | 2,13 / 100,00   |       |
| Votos Inválidos         | Votos Inválidos                | 12    | 2,13 / 100,00   | 0,46  |
| Total                   | Total                          | 562   | 100,00 / 100,00 |       |
| Eleitorado/Participação | Eleitorado/Participação        | 1 447 | 38,84 / 100,00  | 0,92  |

#### Mombeja
| Partido                 | Partido                        | Votos | %               | +/-   |
| ----------------------- | ------------------------------ | ----- | --------------- | ----- |
|                         | Partido Socialista             | 84    | 50,30 / 100,00  | 12,83 |
|                         | Coligação Democrática Unitária | 47    | 28,14 / 100,00  | 8,76  |
|                         | Bloco de Esquerda              | 13    | 7,78 / 100,00   | 6,53  |
|                         | Partido Social Democrata       | 6     | 3,59 / 100,00   | -     |
|                         | PCTP/MRPP                      | 5     | 2,99 / 100,00   | 1,39  |
|                         | Partido Popular                | 4     | 2,40 / 100,00   | -     |
|                         | Outros                         | 3     | 1,80 / 100,00   |       |
| Votos Inválidos         | Votos Inválidos                | 5     | 3,00 / 100,00   | 0,50  |
| Total                   | Total                          | 167   | 100,00 / 100,00 |       |
| Eleitorado/Participação | Eleitorado/Participação        | 331   | 50,45 / 100,00  | 3,25  |

#### Nossa Senhora das Neves
| Partido                 | Partido                        | Votos | %               | +/-   |
| ----------------------- | ------------------------------ | ----- | --------------- | ----- |
|                         | Coligação Democrática Unitária | 213   | 35,68 / 100,00  | 9,44  |
|                         | Partido Socialista             | 190   | 31,83 / 100,00  | 21,80 |
|                         | Bloco de Esquerda              | 77    | 12,90 / 100,00  | 10,80 |
|                         | Partido Social Democrata       | 50    | 8,38 / 100,00   | -     |
|                         | Partido Popular                | 18    | 3,02 / 100,00   | -     |
|                         | PCTP/MRPP                      | 14    | 2,35 / 100,00   | 2,50  |
|                         | Outros                         | 17    | 2,85 / 100,00   |       |
| Votos Inválidos         | Votos Inválidos                | 21    | 3,02 / 100,00   | 0,60  |
| Total                   | Total                          | 597   | 100,00 / 100,00 |       |
| Eleitorado/Participação | Eleitorado/Participação        | 1 671 | 35,73 / 100,00  | 0,22  |

#### Quintos
| Partido                 | Partido                        | Votos | %               | +/-  |
| ----------------------- | ------------------------------ | ----- | --------------- | ---- |
|                         | Coligação Democrática Unitária | 65    | 43,33 / 100,00  | 2,70 |
|                         | Partido Socialista             | 56    | 37,33 / 100,00  | 4,55 |
|                         | Partido Social Democrata       | 9     | 6,00 / 100,00   | -    |
|                         | Bloco de Esquerda              | 9     | 6,00 / 100,00   | 2,87 |
|                         | PCTP/MRPP                      | 6     | 4,00 / 100,00   | 0,87 |
|                         | Partido Popular                | 3     | 2,00 / 100,00   | -    |
|                         | Outros                         | 0     | 0,00 / 100,00   |      |
| Votos Inválidos         | Votos Inválidos                | 2     | 1,33 / 100,00   | 1,80 |
| Total                   | Total                          | 150   | 100,00 / 100,00 |      |
| Eleitorado/Participação | Eleitorado/Participação        | 308   | 48,70 / 100,00  | 0,23 |

#### Salvada
| Partido                 | Partido                        | Votos | %               | +/-   |
| ----------------------- | ------------------------------ | ----- | --------------- | ----- |
|                         | Coligação Democrática Unitária | 249   | 51,23 / 100,00  | 3,81  |
|                         | Partido Socialista             | 110   | 22,63 / 100,00  | 13,08 |
|                         | Bloco de Esquerda              | 33    | 6,79 / 100,00   | 5,80  |
|                         | Partido Social Democrata       | 29    | 5,97 / 100,00   | -     |
|                         | PCTP/MRPP                      | 19    | 3,91 / 100,00   | 1,45  |
|                         | Partido Popular                | 15    | 3,09 / 100,00   | -     |
|                         | Outros                         | 11    | 2,26 / 100,00   |       |
| Votos Inválidos         | Votos Inválidos                | 20    | 4,12 / 100,00   | 2,14  |
| Total                   | Total                          | 486   | 100,00 / 100,00 |       |
| Eleitorado/Participação | Eleitorado/Participação        | 1 041 | 46,69 / 100,00  | 0,20  |

#### Santa Clara de Louredo
| Partido                 | Partido                        | Votos | %               | +/-   |
| ----------------------- | ------------------------------ | ----- | --------------- | ----- |
|                         | Coligação Democrática Unitária | 175   | 49,16 / 100,00  | 7,71  |
|                         | Partido Socialista             | 84    | 23,60 / 100,00  | 19,30 |
|                         | Bloco de Esquerda              | 39    | 10,96 / 100,00  | 5,45  |
|                         | Partido Social Democrata       | 20    | 5,62 / 100,00   | -     |
|                         | PCTP/MRPP                      | 5     | 1,40 / 100,00   | 0,34  |
|                         | Outros                         | 10    | 2,81 / 100,00   |       |
| Votos Inválidos         | Votos Inválidos                | 23    | 6,46 / 100,00   | 3,56  |
| Total                   | Total                          | 356   | 100,00 / 100,00 |       |
| Eleitorado/Participação | Eleitorado/Participação        | 695   | 51,22 / 100,00  | 2,42  |

#### Santa Vitória
| Partido                 | Partido                        | Votos | %               | +/-   |
| ----------------------- | ------------------------------ | ----- | --------------- | ----- |
|                         | Coligação Democrática Unitária | 144   | 49,15 / 100,00  | 13,05 |
|                         | Partido Socialista             | 85    | 29,01 / 100,00  | 17,12 |
|                         | Bloco de Esquerda              | 24    | 8,19 / 100,00   | 5,61  |
|                         | Partido Social Democrata       | 19    | 6,48 / 100,00   | -     |
|                         | PCTP/MRPP                      | 8     | 2,73 / 100,00   | 3,00  |
|                         | Outros                         | 5     | 1,71 / 100,00   |       |
| Votos Inválidos         | Votos Inválidos                | 8     | 2,73 / 100,00   | 1,58  |
| Total                   | Total                          | 293   | 100,00 / 100,00 |       |
| Eleitorado/Participação | Eleitorado/Participação        | 646   | 45,36 / 100,00  | 6,73  |

#### São Brissos
| Partido                 | Partido                        | Votos | %               | +/-     |
| ----------------------- | ------------------------------ | ----- | --------------- | ------- |
|                         | Coligação Democrática Unitária | 32    | 74,42 / 100,00  | 4,61    |
|                         | Partido Socialista             | 4     | 9,30 / 100,00   | 7,68    |
|                         | Bloco de Esquerda              | 4     | 9,30 / 100,00   | 5,53    |
|                         | Partido Social Democrata       | 2     | 4,65 / 100,00   | -       |
|                         | Partido Popular                | 1     | 2,33 / 100,00   | -       |
|                         | Outros                         | 0     | 0,00 / 100,00   |         |
| Votos Inválidos         | Votos Inválidos                | 0     | 0,00 / 100,00   | Estável |
| Total                   | Total                          | 43    | 100,00 / 100,00 |         |
| Eleitorado/Participação | Eleitorado/Participação        | 90    | 47,78 / 100,00  | 6,30    |

#### São Matias
| Partido                 | Partido                        | Votos | %               | +/-  |
| ----------------------- | ------------------------------ | ----- | --------------- | ---- |
|                         | Partido Socialista             | 92    | 44,23 / 100,00  | 5,33 |
|                         | Coligação Democrática Unitária | 56    | 26,92 / 100,00  | 5,24 |
|                         | Partido Social Democrata       | 29    | 13,94 / 100,00  | -    |
|                         | Bloco de Esquerda              | 12    | 5,77 / 100,00   | 5,33 |
|                         | PCTP/MRPP                      | 3     | 1,44 / 100,00   | 0,33 |
|                         | Partido da Terra               | 3     | 1,44 / 100,00   | 1,00 |
|                         | Outros                         | 2     | 0,96 / 100,00   |      |
| Votos Inválidos         | Votos Inválidos                | 11    | 5,29 / 100,00   | 1,75 |
| Total                   | Total                          | 208   | 100,00 / 100,00 |      |
| Eleitorado/Participação | Eleitorado/Participação        | 545   | 38,17 / 100,00  | 2,19 |

#### Trigaches
| Partido                 | Partido                        | Votos | %               | +/-  |
| ----------------------- | ------------------------------ | ----- | --------------- | ---- |
|                         | Partido Socialista             | 76    | 46,34 / 100,00  | 5,79 |
|                         | Coligação Democrática Unitária | 44    | 26,83 / 100,00  | 1,36 |
|                         | Partido Popular                | 12    | 7,32 / 100,00   | -    |
|                         | Partido Social Democrata       | 11    | 6,71 / 100,00   | -    |
|                         | Bloco de Esquerda              | 7     | 4,27 / 100,00   | 3,21 |
|                         | PCTP/MRPP                      | 6     | 3,66 / 100,00   | 2,72 |
|                         | Partido Nacional Renovador     | 2     | 1,22 / 100,00   | 0,69 |
|                         | Outros                         | 0     | 0,00 / 100,00   |      |
| Votos Inválidos         | Votos Inválidos                | 6     | 3,66 / 100,00   | 0,46 |
| Total                   | Total                          | 164   | 100,00 / 100,00 |      |
| Eleitorado/Participação | Eleitorado/Participação        | 498   | 32,93 / 100,00  | 6,07 |

#### Trindade
| Partido                 | Partido                        | Votos | %               | +/-   |
| ----------------------- | ------------------------------ | ----- | --------------- | ----- |
|                         | Coligação Democrática Unitária | 40    | 36,70 / 100,00  | 10,61 |
|                         | Partido Socialista             | 30    | 27,52 / 100,00  | 32,48 |
|                         | Bloco de Esquerda              | 16    | 14,68 / 100,00  | 14,68 |
|                         | Partido Social Democrata       | 7     | 6,42 / 100,00   | -     |
|                         | Partido Popular                | 3     | 2,75 / 100,00   | -     |
|                         | PCTP/MRPP                      | 2     | 1,83 / 100,00   | 0,09  |
|                         | Outros                         | 2     | 1,83 / 100,00   |       |
| Votos Inválidos         | Votos Inválidos                | 9     | 8,26 / 100,00   | 7,39  |
| Total                   | Total                          | 109   | 100,00 / 100,00 |       |
| Eleitorado/Participação | Eleitorado/Participação        | 261   | 41,76 / 100,00  | 4,78  |